# Lucas Lubbertus Beckeringh van Loenen
Lucas Lubbertus Beckeringh van Loenen (Westerbork, 29 juni 1870 – Den Bosch, 27 juni 1935) was een in Suriname actief jurist en politicus.
Hij werd geboren als zoon van Johannes Beckeringh van Loenen (1842-1900; burgemeester en later notaris) en Helena Harmanna Diephuis (1841-1911). Na verdedigen van stellingen promoveerde hij eind 1895 aan de Rijksuniversiteit Groningen in de rechtswetenschappen. Ruim een jaar later werd hij waarnemend kantonrechter in Nieuw-Nickerie en in 1902 volgde alsnog daar zijn benoeming tot kantonrechter. Bovendien was hij rechter bij het Westelijk Ommegaand Gerecht. Vanaf 1907 was Beckeringh van Loenen kantonrechter in Paramaribo tot hij in 1912 benoemd werd tot lid van het Hof van Justitie.
Daarnaast was hij actief in de politiek. Na het overlijden van het Statenlid F.C. Gefken werd Beckeringh van Loenen in 1909 bij tussentijdse verkiezingen verkozen tot lid van de Koloniale Staten. Van 1912 tot 1914 was hij daar de vicevoorzitter. Tijdens verlof in Nederland werd hij in 1914 benoemd tot rechter bij de arrondissementsrechtbank van Den Bosch.
Hij overleed in 1935 kort voor zijn 65e verjaardag.